# マニラ (競走馬)
マニラ (Manila) はアメリカ合衆国のサラブレッドの競走馬、および種牡馬。1980年代のアメリカ競馬の芝路線で活躍し、ブリーダーズカップ・ターフでヨーロッパ王者ダンシングブレーヴを破った。2008年にアメリカ競馬殿堂入りした。

## 経歴
フィリピンの大手食料品販売店の会長であったエドゥアルド・コファンコ Jr.の生産馬で、生産者が所有していた母ドナイシドラは同馬のほかにも1984年にステートリードン（セクレタリアトステークスなど）を生んでいる。父のリファールはすでに実績のある種牡馬で、この年はマニラの他にも、後に対決するダンシングブレーヴ（凱旋門賞など）も出る当たり年であった。
後にターフ巧者として名を馳せるマニラであるが、1985年8月3日に迎えたデビュー戦はダートの6ハロンで、ここは7着に敗れている。年内はほかに2戦しているが、どちらも2着でその年を終えた。3歳になった翌年の初戦で、後続に8馬身差をつける圧勝で初勝利を挙げたが、以降はダートに見切りをつけて芝路線へと転向した。
芝路線へ転向した途端、マニラの快進撃が始まることになる。芝初戦の一般戦では7馬身半差の圧勝、続くフォアランナーステークスとサラナクステークス (G2) でともに2着、6月7日のシネマハンデキャップで重賞初勝利を挙げた。その勢いはなおも止まらず、8月にはG1ユナイティッドネイションズハンデキャップをレコードタイムで制覇、9月にはターフクラシックを勝って、その年最後の目標に狙いをつけた。
1986年の第3回ブリーダーズカップはサンタアニタパーク競馬場で開催された。ブリーダーズカップ・ターフの9頭の出走馬のなか、1番人気はヨーロッパの至宝・ダンシングブレーヴ、アイルランドから移籍してきたシアトリカルと、芝長距離路線の古豪牝馬エストラペイドがカップリングで2番人気、4番人気にこちらも芝長距離の強豪ダハールが支持されていた。マニラはそれらに混じって3番人気に支持された。錚々たるメンバーの中、マニラはシアトリカルをクビ差抑えて優勝した。この年、マニラはエクリプス賞の芝牡馬部門を受賞した。
翌年も現役を続け、年明けには、創設されたばかりのエルクホーンステークス（Elkhorn Stakes）、アーリータイムズ・ターフクラシックを2連続のレコードタイム勝ち、続くユナイティッドネイションズハンデキャップを連覇した。その次のバーナードバルークハンデキャップで2着に敗れて連勝が途切れるが、9月にはアーリントンミリオンを制して健在振りを見せ付けた。
しかし、アーリントンミリオンの後に故障が発生し、ブリーダーズカップを目前に引退することになった。通算成績は18戦12勝2着5回、デビュー戦以外は連対を外すことはなかった。

## 引退後
2000万ドルという巨額シンジケートを組まれていたマニラであったが、種牡馬としての成績は期待には程遠いものがあった。このためシンジケートは解散、マニラはその後トルコへ輸出された。
数少ない成功馬に、1989年生まれのBien Bien（ビエンビエン・ハリウッドターフカップハンデキャップ連覇など）がおり、後継の種牡馬としてG1馬Bienamadoを輩出、同馬も種牡馬となることができ、その血統を後世に残すことに成功した。しかしその後、ビエンビエンは心不全によりマニラよりも先に亡くなっている。
このほかの産駒に、デルビーイタリアーノ勝ち馬のTime Star（タイムスター）、イタリア共和国大統領賞勝ちのGreat Palm（グレートパルム）、トルコG1のファーティフ・スルタン・メフメット賞優勝馬Altın Bike（アルトゥンビケ）などがいる。日本ではクリスタルカップ勝ちのキングオブケンがいる程度である。輸出先のトルコでも重賞勝ち馬を出しているが、まだG1に勝つ馬は出ていない（アルトゥンビケはアメリカ産）。
ちなみに、前述した半弟ステートリードンも種牡馬として期待されて日本に輸入されているが、こちらも芳しい成績を残せなかった。
2008年、アメリカ競馬名誉の殿堂博物館はその競走成績を評価して、マニラを殿堂馬の一頭として加えることを発表した。
2009年2月28日、大動脈破裂の為に死亡した。

## 評価

### 主な勝鞍
1985年（2歳） 3戦0勝
1986年（3歳） 10戦8勝
ブリーダーズカップ・ターフ (G1) 、ユナイティッドネイションズネイションズハンデキャップ (G1) 、ターフクラシック (G1) 、シネマハンデキャップ (G2) 、レキシントンステークス (G2) 、スコッチクラシックステークス (G3)
1987年（4歳） 5戦4勝
ユナイティッドネイションズハンデキャップ（G1・連覇）、アーリントンミリオン (G1)、アーリータイムズ・ターフクラシック

### 年度代表馬
- 1986年 - エクリプス賞最優秀芝牡馬

### 表彰
- 2008年 - アメリカ競馬名誉の殿堂博物館により、殿堂馬として選定される。

## 血統表
| マニラの血統（リファール系 / Nearco 4x5=9.38%、Pharos-Fairway 5x5=6.25%） | マニラの血統（リファール系 / Nearco 4x5=9.38%、Pharos-Fairway 5x5=6.25%） | マニラの血統（リファール系 / Nearco 4x5=9.38%、Pharos-Fairway 5x5=6.25%） | （血統表の出典）    | （血統表の出典） |
| 父 Lyphard 1969 鹿毛 アメリカ                                             | 父の父Northern Dancer 1961 鹿毛 カナダ                                    | Nearctic                                                                  | Nearco              | Nearco           |
| 父 Lyphard 1969 鹿毛 アメリカ                                             | 父の父Northern Dancer 1961 鹿毛 カナダ                                    | Nearctic                                                                  | Lady Angela         |                  |
| 父 Lyphard 1969 鹿毛 アメリカ                                             | 父の父Northern Dancer 1961 鹿毛 カナダ                                    | Natalma                                                                   | Native Dancer       | Native Dancer    |
| 父 Lyphard 1969 鹿毛 アメリカ                                             | 父の父Northern Dancer 1961 鹿毛 カナダ                                    | Natalma                                                                   | Almahmoud           |                  |
| 父 Lyphard 1969 鹿毛 アメリカ                                             | 父の母Goofed 1960 栗毛 アメリカ                                           | Court Martial                                                             | Fair Trial          | Fair Trial       |
| 父 Lyphard 1969 鹿毛 アメリカ                                             | 父の母Goofed 1960 栗毛 アメリカ                                           | Court Martial                                                             | Instantaneous       |                  |
| 父 Lyphard 1969 鹿毛 アメリカ                                             | 父の母Goofed 1960 栗毛 アメリカ                                           | Barra                                                                     | Formor              | Formor           |
| 父 Lyphard 1969 鹿毛 アメリカ                                             | 父の母Goofed 1960 栗毛 アメリカ                                           | Barra                                                                     | La Favorite         |                  |
| 母 Dona Ysidra 1975 鹿毛 アメリカ                                         | 母の父Le Fabuleux 1961 栗毛 フランス                                      | Wild Risk                                                                 | Rialto              | Rialto           |
| 母 Dona Ysidra 1975 鹿毛 アメリカ                                         | 母の父Le Fabuleux 1961 栗毛 フランス                                      | Wild Risk                                                                 | Wild Violet         |                  |
| 母 Dona Ysidra 1975 鹿毛 アメリカ                                         | 母の父Le Fabuleux 1961 栗毛 フランス                                      | Anguar                                                                    | Verso               | Verso            |
| 母 Dona Ysidra 1975 鹿毛 アメリカ                                         | 母の父Le Fabuleux 1961 栗毛 フランス                                      | Anguar                                                                    | La Rochelle         |                  |
| 母 Dona Ysidra 1975 鹿毛 アメリカ                                         | 母の母Matriarch 1964 青毛 アメリカ                                        | Bold Ruler                                                                | Nasrullah           | Nasrullah        |
| 母 Dona Ysidra 1975 鹿毛 アメリカ                                         | 母の母Matriarch 1964 青毛 アメリカ                                        | Bold Ruler                                                                | Miss Disco          |                  |
| 母 Dona Ysidra 1975 鹿毛 アメリカ                                         | 母の母Matriarch 1964 青毛 アメリカ                                        | Lyceum                                                                    | Bull Lea            | Bull Lea         |
| 母 Dona Ysidra 1975 鹿毛 アメリカ                                         | 母の母Matriarch 1964 青毛 アメリカ                                        | Lyceum                                                                    | Colosseum F-No.16-g |                  |